# Centre démocrate humaniste
Centre démocrate humaniste (Demokratiskt-humanistiskt centrum), CDH, är ett politiskt parti i Belgien vars ideologi bygger på "demokratisk humanism, inspirerad av personalism med rötter i den kristna humanismen".
Partiet grundades 1968 som Kristliga-sociala partiet (PSC) och var den franskspråkiga avläggaren till det tidigare CVP-PSC.
Det nuvarande namnet antogs i samband med en ideologisk kursändring 2002.
Partiet är medlem av Europeiska folkpartiet och CDI-IDC och dess ledamöter i Europaparlamentet sitter i Europeiska folkpartiets grupp (kristdemokrater) (EPP).

## Partiledare

### Partiledare för PSC
- 1972-1979 : Charles-Ferdinand Nothomb
- 1979-1981 : Paul Vanden Boeynants
- 1981-1996 : Gérard Deprez
- 1996-1998 : Charles-Ferdinand Nothomb
- 1998-1999 : Philippe Maystadt
- 1999-2002 : Joëlle Milquet

### Partiledare för CDH
- 2002-: Joëlle Milquet